# Стэнхоуп, Майкл
Майкл Стэнхоуп (англ. Michael Stanhopee; 1508 — 26 февраля 1552) — английский аристократ и землевладелец, приближённый короля Эдуарда VI.

## Биография
Майкл Стэнхоуп был вторым сыном сэра Эдварда Стэнхоупа из Рэмптона (ум. 1511) и его первой жены Эвелин Клифтон, дочери сэра Жервеза Клифтона. Его отец был участником битвы при Стоук-Филд и участвовал в подавлении Корнуэльского восстания.
В 1529 году после смерти старшего брата Ричарда Майкл унаследовал большую часть семейных поместий, кроме отцовского в Рэмптоне, которое получила его сестра Саунчия Стэнхоуп. В 1532 году Стэнхоуп поступил на службу к Томасу Меннерсу, 1-му графу Ратленд, а затем перешёл к королю Генриху VIII, начав карьеру в качестве хранителя королевских конюшен, а в 1540 году стал оруженосцем тела.
Был богатым землевладельцем, ему достались большие земельные владения, которые ранее принадлежали Шелфордскому монастырю. Среди занимаемых им должностей была должность лейтенанта гарнизона и губернатор Кингстон-апон-Халла, в качестве которого был участником военных экспедиций в Шотландию, а также занимался снабжением людьми и продовольствием Бервика.  
В правление короля Эдуарда VI занимал должности камергера стула, мастера королевской псарни и джентльмена Тайной палаты, а также получил новые поместья в Йоркшире. 12 октября 1549 года он лишился всех должностей и был отправлен в Тауэр, где провёл в заключении до февраля 1550 года, когда он был освобождён .
В январе 1551 года он был повторно назначен губернатором Кингстон-апон-Халла, которым оставался до октября 1551 года, когда его вновь арестовали и отправили в Тауэр. Стэнхоупа обвинили в попытке убийства Джона Дадли, 1-го герцога Нортумберленд, а 27 января 1552 года он предстал перед судом по обвинению в государственной измене и был приговорён к смертной казни через повешение. Позже приговор был изменён и 26 февраля 1552 года Стэнхоуп был обезглавлен на Тауэр-Хилл, а вместе с ним были казнены три его сообщника.

## Семья
Был женат на Анне Роусон, дочери Николаса Роусона из Эвлие и его жены Беатрикс Кук, у супругов было 11 детей (7 сыновей и 4 дочери), среди которых трое умерли в детстве. Среди выживших детей были 5 сыновей:
- Сэр Томас Стэнхоуп[англ.] (1540 — 3 августа 1596), член парламента, занимал должности шерифов;
- Сэр Эдвард Стэнхоуп (ок. 1543 — 1603), член Совета Севера;
- Джон Стэнхоуп (1545/1549 — 9 марта 1621), государственный деятель, 1-й барон Стэнхоуп[англ.] (1605–1621);
- Сэр Эдвард Стэнхоуп (ок. 1546 — 1608), юрист
- Сэр Майкл Стэнхоуп[англ.] (ок. 1549 — 1621), член парламента